# Agent Smith

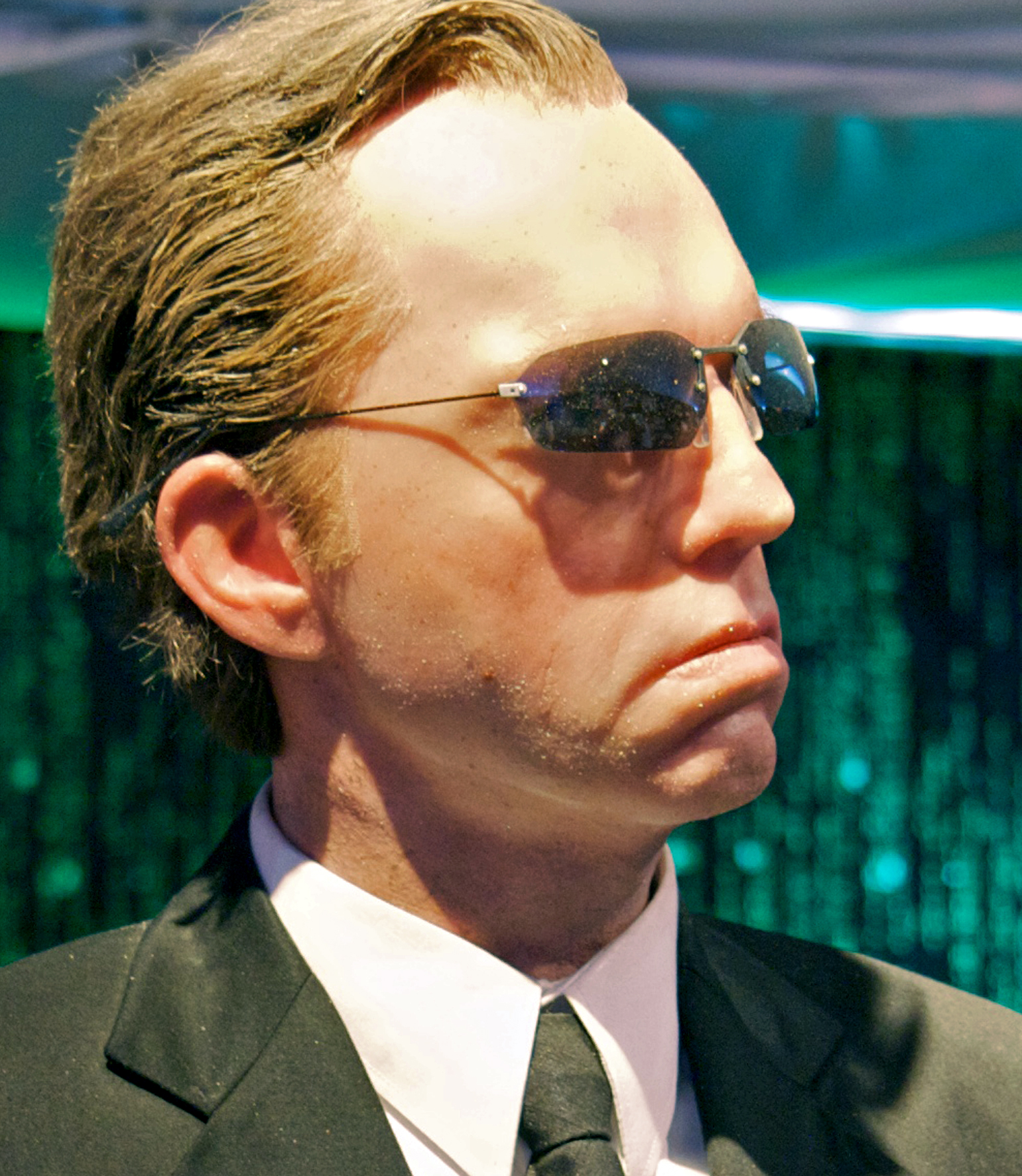
Vosková figurína Agenta Smithe.

Agent Smith je fiktivní postava z filmu Matrix. Příjmení "Smith" patří v USA k nejčastějším a symbolizuje tak uniformitu a neosobnost agentů Matrixu.
Jde o antivirus, který se snaží spolu s ostatními agenty (Brown, Jones) očistit Matrix. V dalších dvou dílech je však svobodný a stává se z něj naopak virus, který ničí Matrix.
Poprvé je viděn, když se agenti a policie snaží chytit Trinity. Agenti však zjistí, kdo je jejich další cíl a snaží se ho poštvat proti Morpheovi. Neo je odbyde a oni mu dají do břicha štěnici. Poté se domlouvá s Cypherem o místě, kde odchytí a zabijí posádku. Toto se jim však nepodaří; podaří se jim pouze zabít Mouse a chytit Morphea. Od něj se snaží získat přístupové kódy do Zionu. Pro Morphea si ovšem přiletí Neo a Trinity a vysvobodí ho. Když ovšem odchází telefonem ve stanici metra, Agent Smith se tam objeví a prostřelí sluchátko. Neo tedy s agentem svede boj, který skončí Smithovou prohrou. Smith s ostatními agenty ho však pronásledují až k východu, kde se nečekaně objeví právě Smith a několika ranami z pistole Nea zabije. Neo se ovšem probouzí jako Vyvolený; kulky, které po něm stříleli agenti, dokáže zastavit, agenta Smithe dokáže porazit jednou rukou a dokáže i létat. Vletí do agenta Smithe a smaže ho z Matrixu.
Smith se ovšem objevuje znovu; už ne jako agent, nýbrž jako svobodný Smith. Umí ovšem něco, co nikdo nečekal. Dřív se dokázal přemístit do jiného programu člověka. Teď se umí zkopírovat do programu člověka. Zkopíruje se také do opravdového člověka, Banea. Ten, jakmile se vrátí, pod Smithovým ovládáním, si přísahá, že zabije Nea. Smith se sty svými kopiemi přijde za Neem těsně poté, co si Neo promluví s Vědmou. Neo se popere se Smithy, kteří začínají postupně přibývat. Neo Smithům nakonec těsně uteče. Smithové se také objeví před Neovými osudnými dveřmi a pokusí se vkopírovat mezi sebe i Morphea. Neo ho však zachrání, tak Smithové zastřelí klíčníka.
Bane se posléze dostane na loď Trinity a Nea, když chtějí letět do města strojů. S Neem svede bitvu na život a na smrt. Baneovi se podaří Neovi vypálit oči, ale Neo přesto vidí a Banea zabije. Když se dostane do města strojů, připojí ho do Matrixu. Tam, za pozornosti miliónů kopií Smithů, svede hlavní Smith a Neo rozhodující bitvu. Do Nea se nakonec Smith zkopíruje. Připojení města strojů ovšem nechce, aby Smith ovládl Matrix; zabijí Nea. Neo spolu se všemi Smithy exploduje a to je jejich konec.